# Dom Wiedemanna

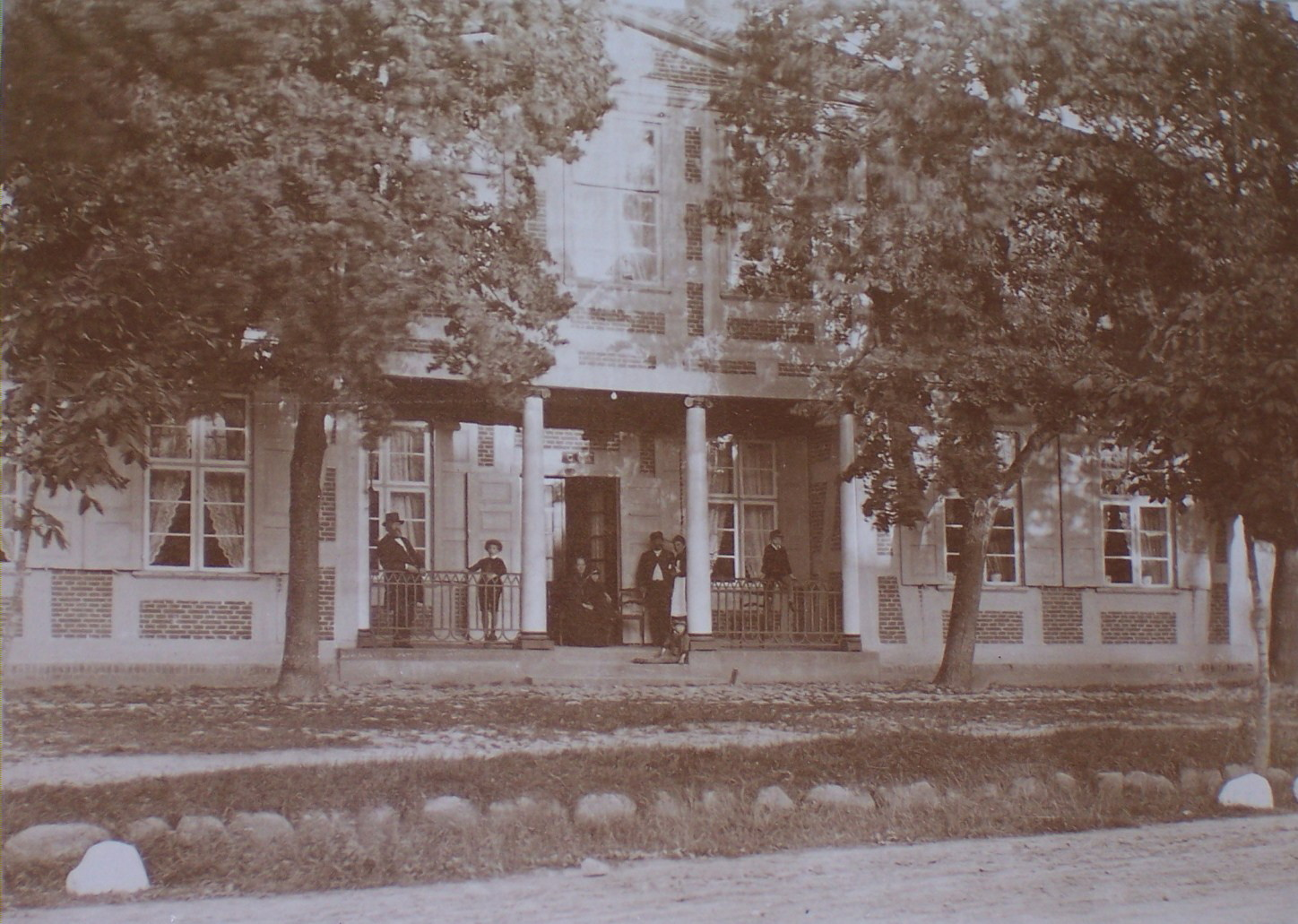
Dom doktora Hermanna Wiedemanna

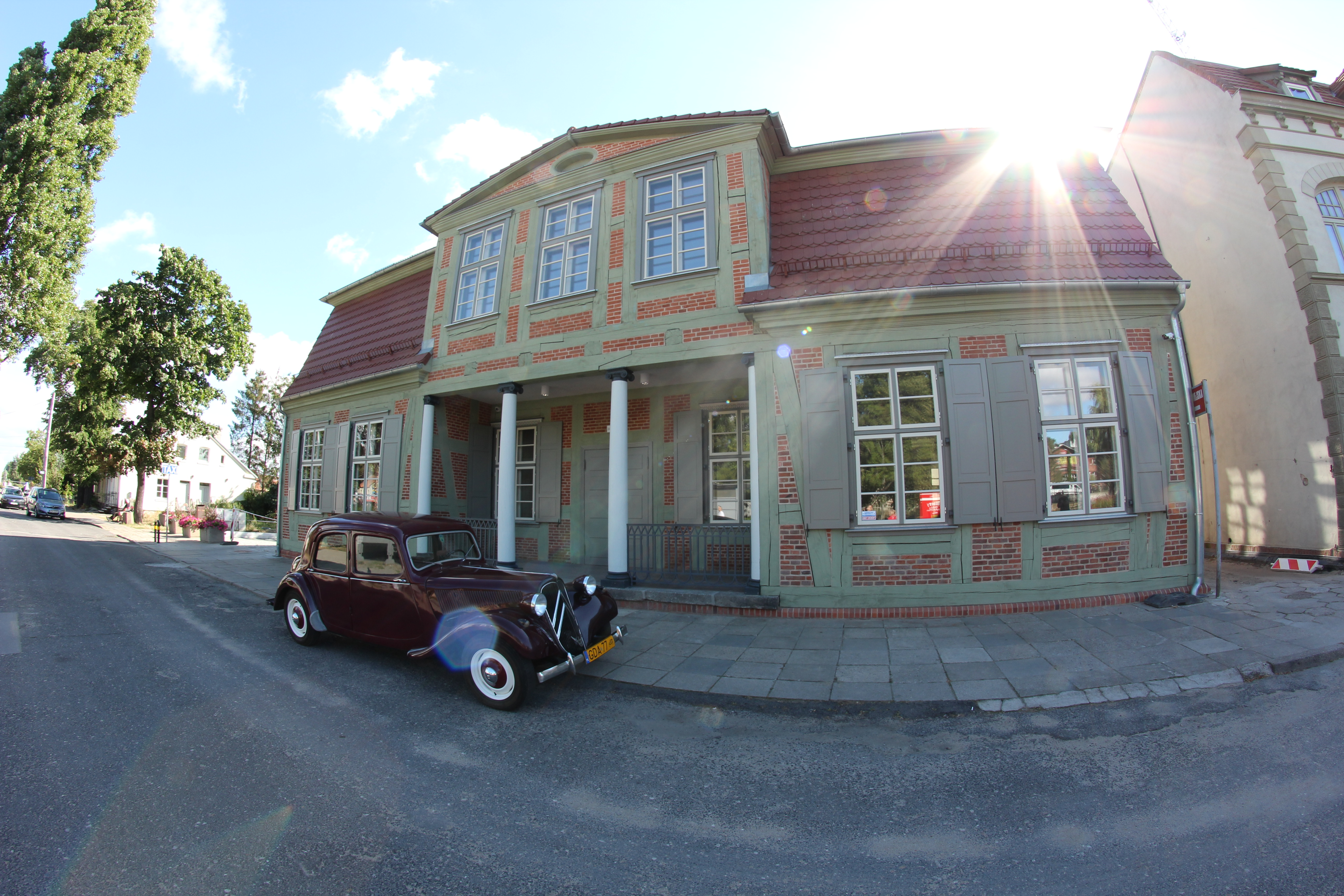
Dom Wiedemanna 2020

Dom Wiedemanna – zabytkowy dom mieszczący się w Pruszczu Gdańskim przy ulicy Krótkiej 6.

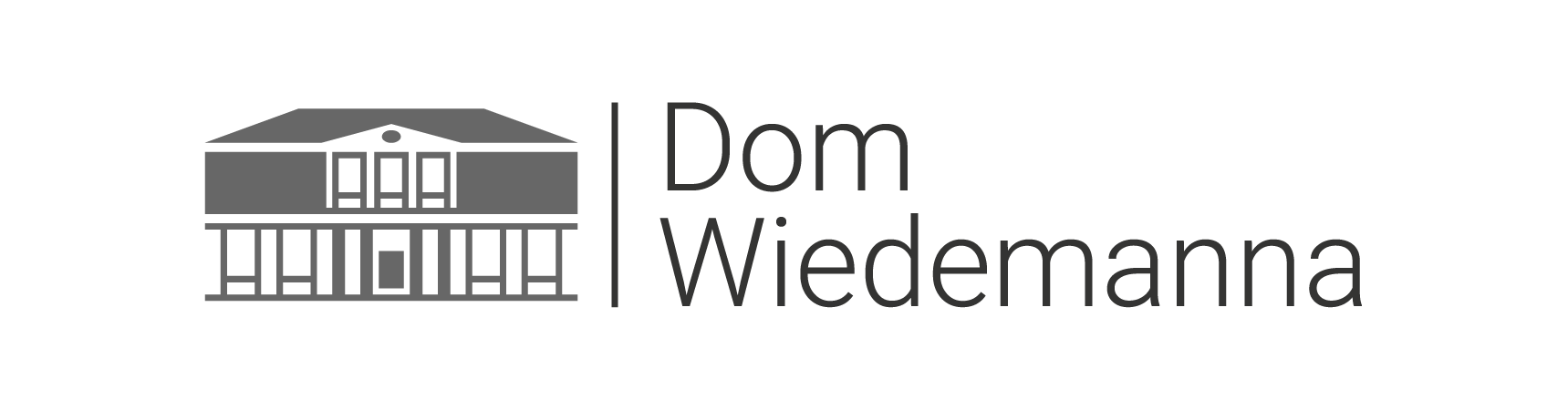
Logo Domu Wiedemanna

Budynek o konstrukcji szkieletowej, z charakterystycznym podcieniem, został wybudowany na przełomie XVIII i XIX wieku.

## Historia
Budynek, do roku 1855, należał do rodziny Schlentherów. Tego roku dom stał się własnością rodu Wiedemann. Budynek przez dziesięciolecia pozostawał własnością rodziny. Budynek o konstrukcji szkieletowej, z charakterystycznym podcieniem wgłębnym (znane są tylko trzy zachowane do dziś budynki o takiej konstrukcji),
Po śmierci Hermanna Wiedemanna i Hugo Wiedemanna budynek został przekazany gminie, pełniąc różne funkcje publiczne, m.in. szkoła. W latach 30. XX wieku znajdował się tu zakład fryzjerski, prowadzony przez Polaka Robalewskiego. Mimo to budynek pozostawał w świadomości mieszkańców Pruszcza jako willa Wiedemannów.
Po zakończeniu II wojny światowej nadal kojarzony był z rodem Wiedemannów.

## Czasy współczesne
Działania wojenne oszczędziły budynek. W ostatnich dziesięcioleciach w budynku mieściły się mieszkania komunalne. Ze względu na specyfikę wnętrz budynku funkcja mieszkaniowa nie spełniała zmieniających się standardów. Stąd też właściciel budynku, miasto Pruszcz Gdański, postanowił przeznaczyć budynek na cele wystawiennicze, edukacyjne i szeroko pojęte kulturalne, ogólnie dostępne dla mieszkańców miasta. Część budynku przeznaczono na działalność gastronomiczną, która wedle koncepcji uzupełniać ma kulturalny charakter przestrzeni publicznej

## Zbiory
W budynku gromadzone są artefakty związane z przeszłością miasta, np. kronika i pamiątki po pruszczańskim kole PTTK, ołowiane plomby pocztowe i towarowe z napisem "Praust", bilety kolejowe, przedwojenna plomba, którą zabezpieczało się worki z cukrem w Cukrowni Pruszcz, listy mieszkańców, pamiątki po ks. Józefie Walągu czy tablice z nazwami urzędów i instytucji. W kwietniu 2021 zbiory wzbogacił dźwig zbudowany na przełomie lat 20. i 30. XX wieku w firmie J. Zimmermann Maschinenfabrik & Eisengiesserei przy Steindamm 4/7, czyli współczesnej Kamiennej Grobli w Gdańsku, z wykorzystaniem elementów produkcji wytwórni urządzeń dźwigowych firmy Schindler z Karlsruhe, z kompletem oznaczeń i tabliczek znamionowych, używany dawniej jako winda do transportu posiłków w dzisiejszym Domu Pomocy Społecznej w Zaskoczynie.